# Lance Allred
Lance Collin Allred (Salt Lake City, 2 febbraio 1981) è un ex cestista statunitense naturalizzato messicano, professionista nella NBA, in Europa, Asia e Sudamerica.
È famoso per esser stato il primo giocatore sordo a militare nella NBA, con la sua esperienza ai Cleveland Cavaliers.

## Palmarès
- All-NBDL Second Team (2008)
- All-NBDL Third Team (2009)